# Чернявский (посёлок)
Чернявский — посёлок в Каргатском районе Новосибирской области. Входит в состав Первомайского сельсовета.

## География
Площадь посёлка — 49 гектаров.

## Население
| 2002 | 2007 | 2010 |
| ---- | ---- | ---- |
| 116  | ↘109 | ↘93  |

## Инфраструктура
В посёлке по данным на 2007 год функционируют 1 учреждение здравоохранения, 1 образовательное учреждение.